# Tvåfärgad dvärgkejsare
Tvåfärgad dvärgkejsare (Centropyge bicolor) har ett gult huvud och en blå kropp. Fisken blir ungefär 15 cm och finns från Australien i söder och till Japan i norr, från Malaysia i väster till Fiji i öster. Födan är alger och maskar som den hittar på botten. 